# Jízdárna Světce
Jízdárna Světce je novorománská jízdárna ve Světcích u Tachova v Plzeňském kraji, kterou nechal v letech 1858–61 vybudovat kníže Alfréd I. Windischgrätz. Je druhou největší jízdárnou ve střední Evropě po Španělské dvorní jízdárně ve Vídni. Po zestátnění v r. 1945 nebyla dlouhodobě udržována a chátrala, takže se dostala do havarijního stavu, ztratila památkovou ochranu a uvažovalo se o demolici. Od r. 1991 je opět chráněna jako kulturní památka České republiky. S rekonstrukcí město Tachov, současný vlastník budovy, započalo v r. 2000 a práce skončily roku 2024, kdy byla budova plně zpřístupněna veřejnosti. V r. 2010 byla jízdárna prohlášena národní kulturní památkou.

## Historie
Jízdárnu ve Světcích nechal vybudovat v letech 1858–61 kníže Alfréd I. Windischgrätz. Penzionovaný polní maršál, majitel tachovského panství, se v r. 1857 (ve věku 70 let) rozhodl přestavět chátrající paulánský klášter ve Světcích na romantický zámek, k němuž by patřila i velkolepá jízdárna. 

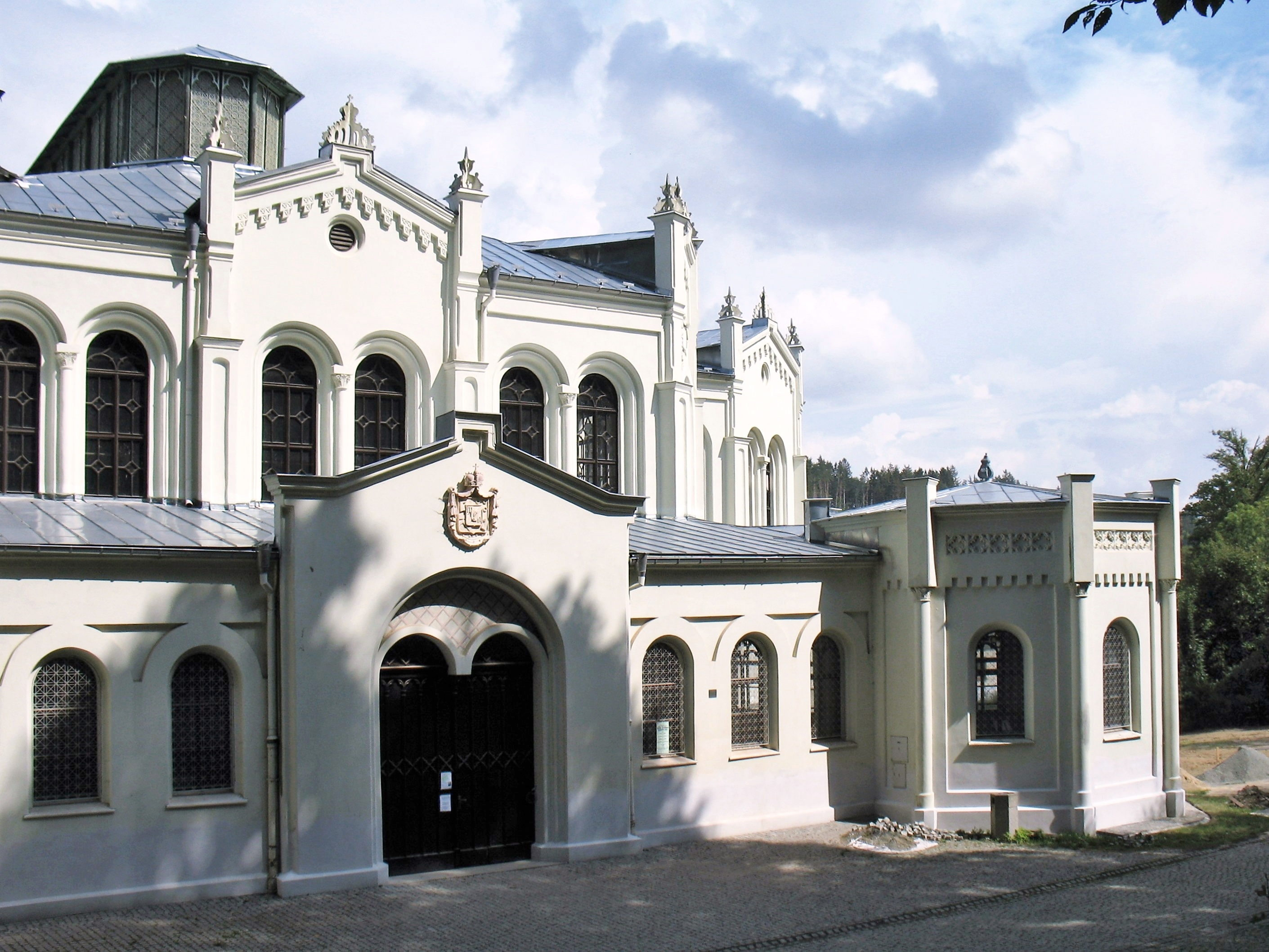
Hlavní vchod

Když v r. 1862 kníže zemřel, byla jízdárna téměř dokončena, zatímco ze zámku bylo postaveno jen severní křídlo se dvěma nárožními věžemi (jeho syn a nástupce Alfréd II. ve finančně náročné stavbě nepokračoval). O provozu jízdárny v následujícím období se podrobnější zprávy nedochovaly, využití bylo zřejmě omezené.
Po r. 1945 byl majetek Windischgrätzů zestátněn. Jízdárna byla v té době poměrně zachovalá, ještě v 50. letech se uvažovalo o její opravě (měla získat využití jako součást učiliště, pro jehož potřeby se v té době přebudovával zámek). Budova však postupně zchátrala natolik, že byla na žádost města Tachova zbavena památkové ochrany a určena k demolici. V r. 1991 byla jízdárna opět do seznamu kulturních památek zařazena, ale o její záchranu se nestaralo ani Sdružení technických sportů a činností, které ji vlastnilo v polovině 90. let. Roku 1997 získalo polorozbořenou jízdárnu město Tachov a v r. 2000 zahájilo za podpory dotací postupnou rekonstrukci.

## Architektura a interiér

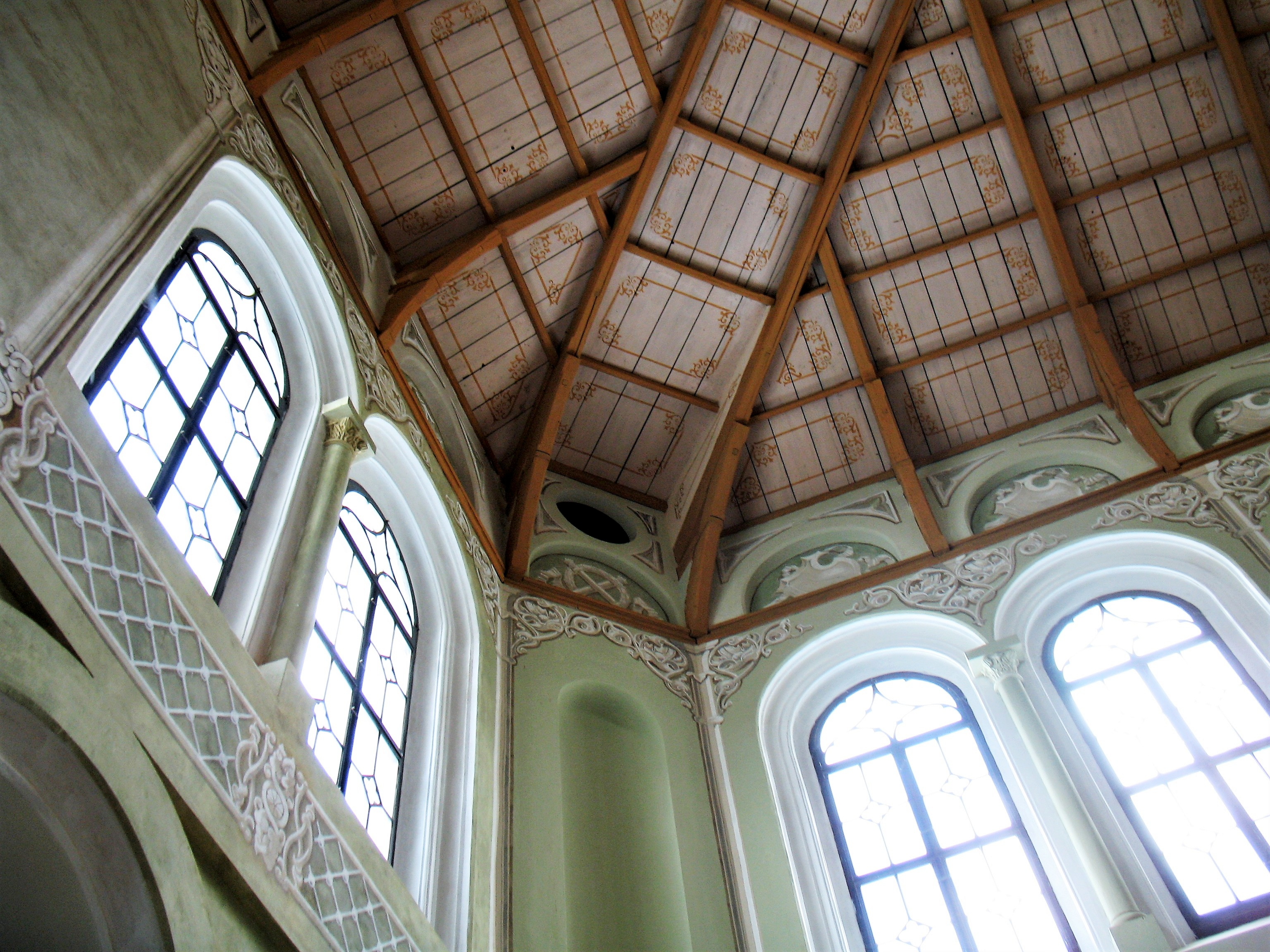
Severovýchodní roh velké haly

Jízdárna je postavena v novorománském slohu. Celková délka budovy je 60,2 m, šířka 26,3 m a výška 26,3 m. Centrální patrová budova na půdorysu kříže je doplněna podélnými přízemními stájemi, přistavěnými k východnímu a západnímu průčelí a zakončenými nárožními polygonálními pavilony. Hladká průčelí člení kordonová římsa doplněná zubořezem a ploché pilastry. Vstupní portály a okna mají profilované šambrány a polokruhové záklenky. Pozoruhodností jízdárny je originálně řešená stropní konstrukce haly s lucernou, kterou je prostor shora osvětlován.
Střední prostor jízdárenské haly má rozměry 20×40 m a je opatřen v přízemí i v patře galeriemi. Interiér zdobí iluzívní výmalba s vegetativními vzory.

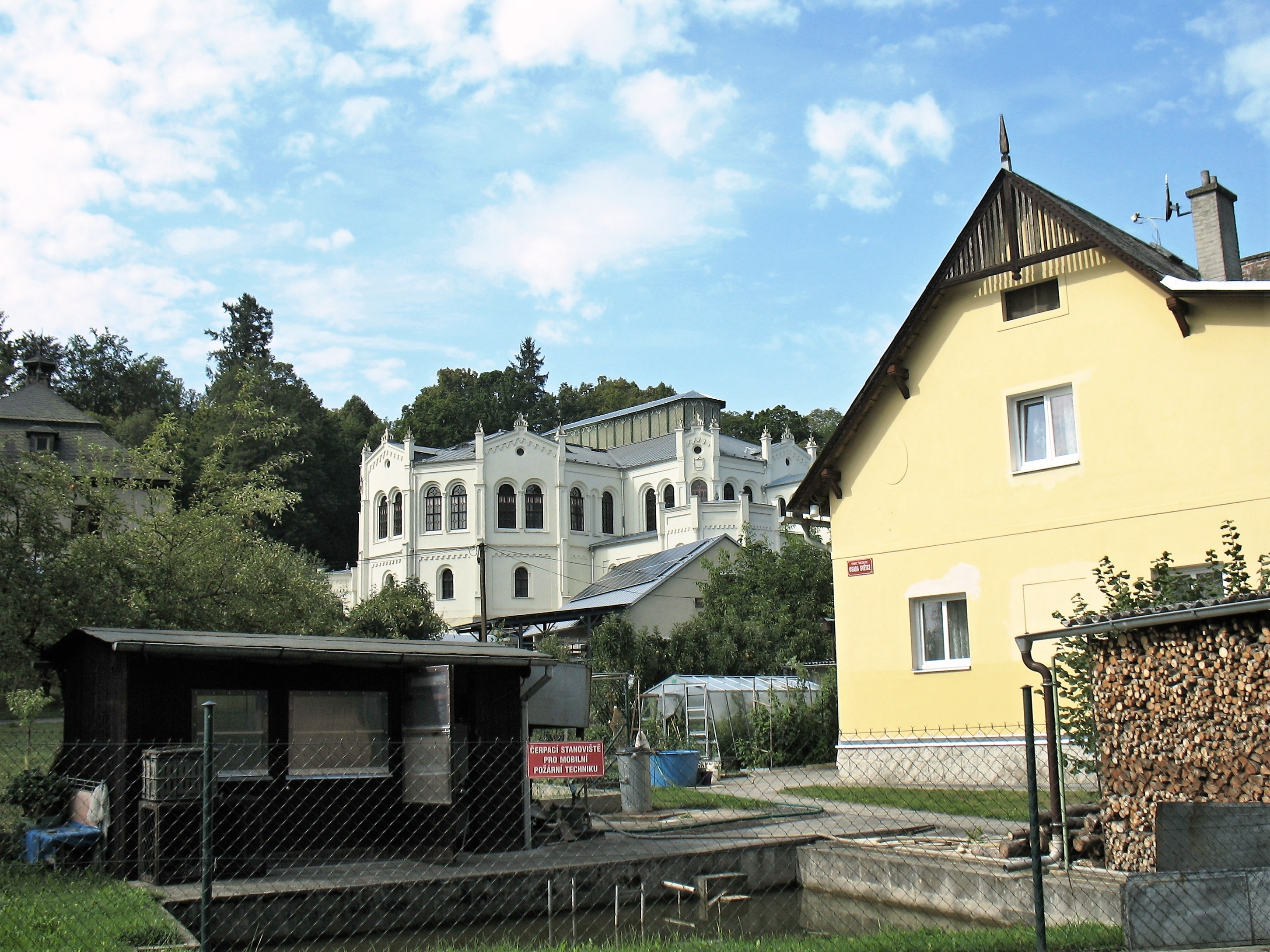
Pohled od východu

V přízemí se nacházejí klenuté stáje (sloužily k ustájení až 24 koní), kovárna a byt kováře. V patře jsou lóže, ochozy a obytné pokoje (byly vybaveny i kachlovými kamny a toaletami). Z knížecí lóže, která je situována přímo proti vchodu, je nejlepší výhled na celou jízdárnu. Dříve byl využíván i suterén k parkování kočárů a později automobilů.

## Současnost
V r. 2006 byl vytvořen koncept budoucího využití jízdárny jako víceúčelového kulturního centra. Hlavní sál by měl být využíván pro kulturní akce, ale i k původnímu účelu. V prostorech stájí se počítalo s muzeem bylinkářství a stálou expozicí dějin objektu. Suterén by mohl sloužit jako restaurace a pivnice.
Po prvním koncertu v r. 2001 zde byla zavedena tradice hudebních festivalů "Dveře jízdárny dokořán" (původně "Jízdárna znovu ožívá"). Akci pořádá Městské kulturní středisko Tachov, v r. 2017 se konal již 15. ročník. Koncerty jsou věnované převážně klasické hudbě. Kromě toho byla jízdárna již během rekonstrukce přístupná při různých příležitostech, jako Dny evropského kulturního dědictví nebo různé historické slavnosti. Hlavní sál byl také několikrát využit jako výstavní prostor, na závěr roku 2024 zde byly i vánoční trhy.

## Ocenění
Obnova jízdárny byla v roce 2024 oceněna jednou z cen Patrimonium pro futuro, udělovaných Národním památkovým ústavem. Ve stejném ročníku Patrimonium pro futuro světecká jízdárna (respektive její vlastník, tj. město Tachov) zvítězila i v soutěži o cenu veřejnosti v kategorii Památky děkují.

## Interiér jízdárny (rok 2022)

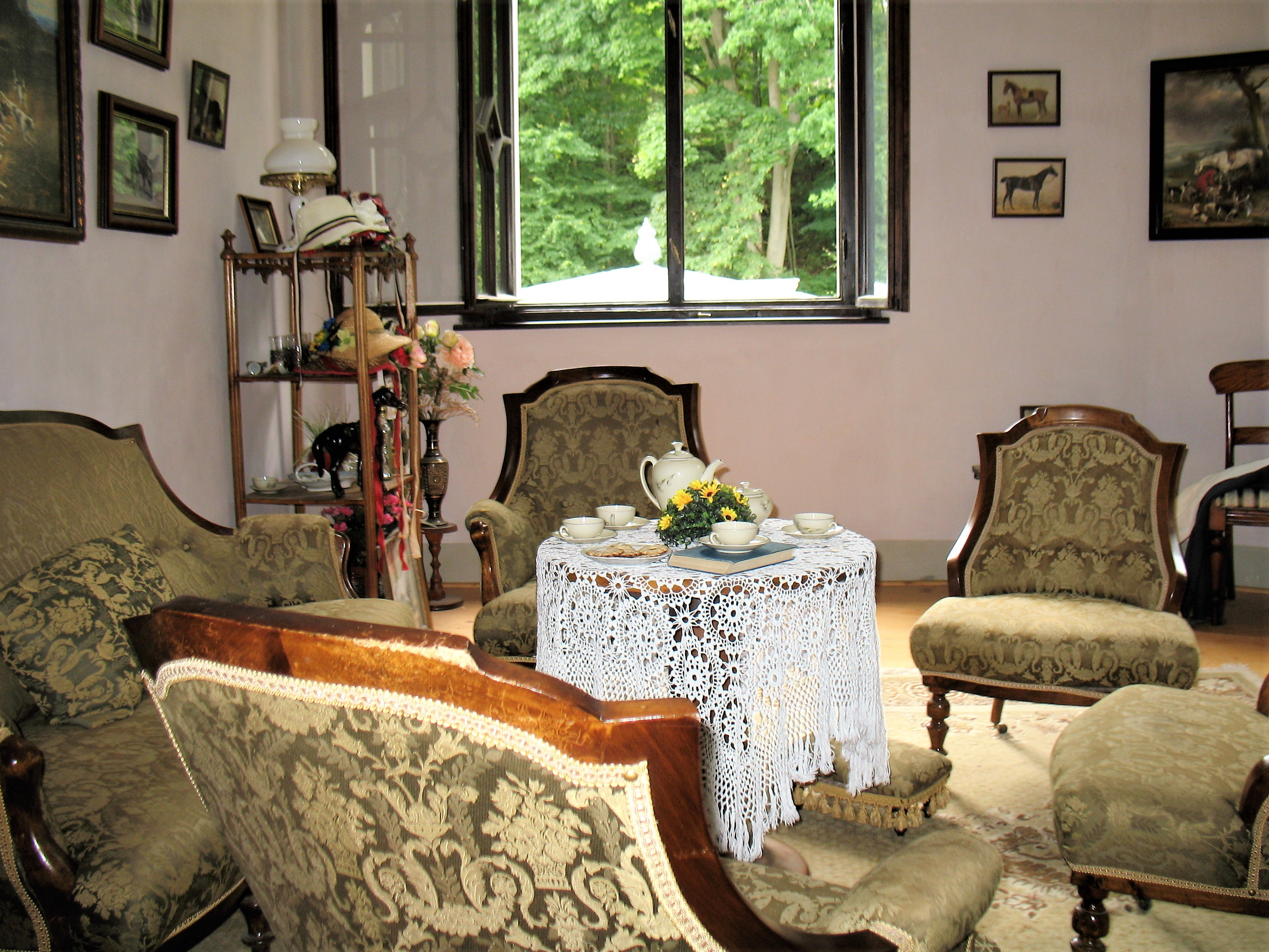
Expozice v místnosti pro hosty
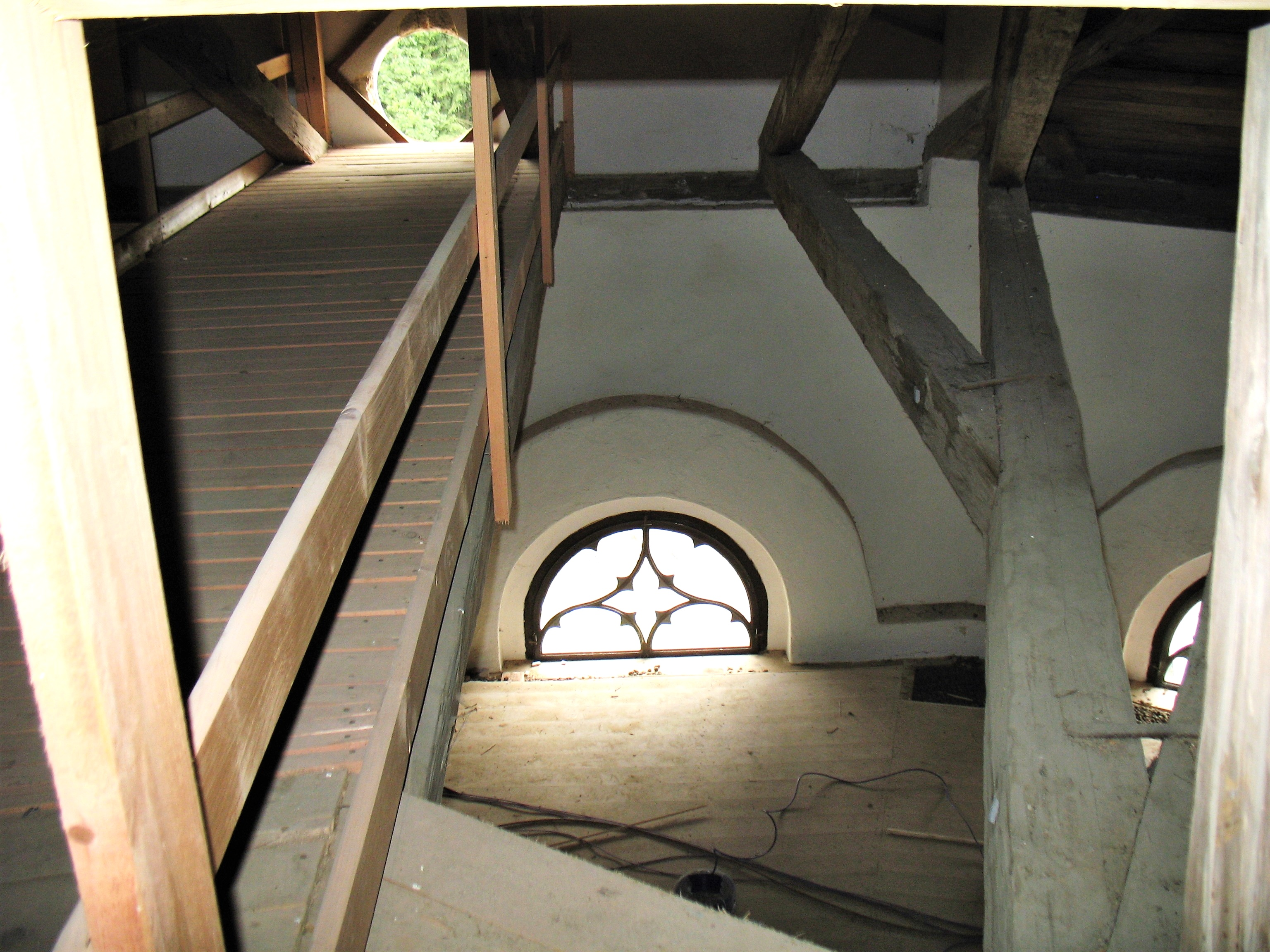
Podkroví jízdárny
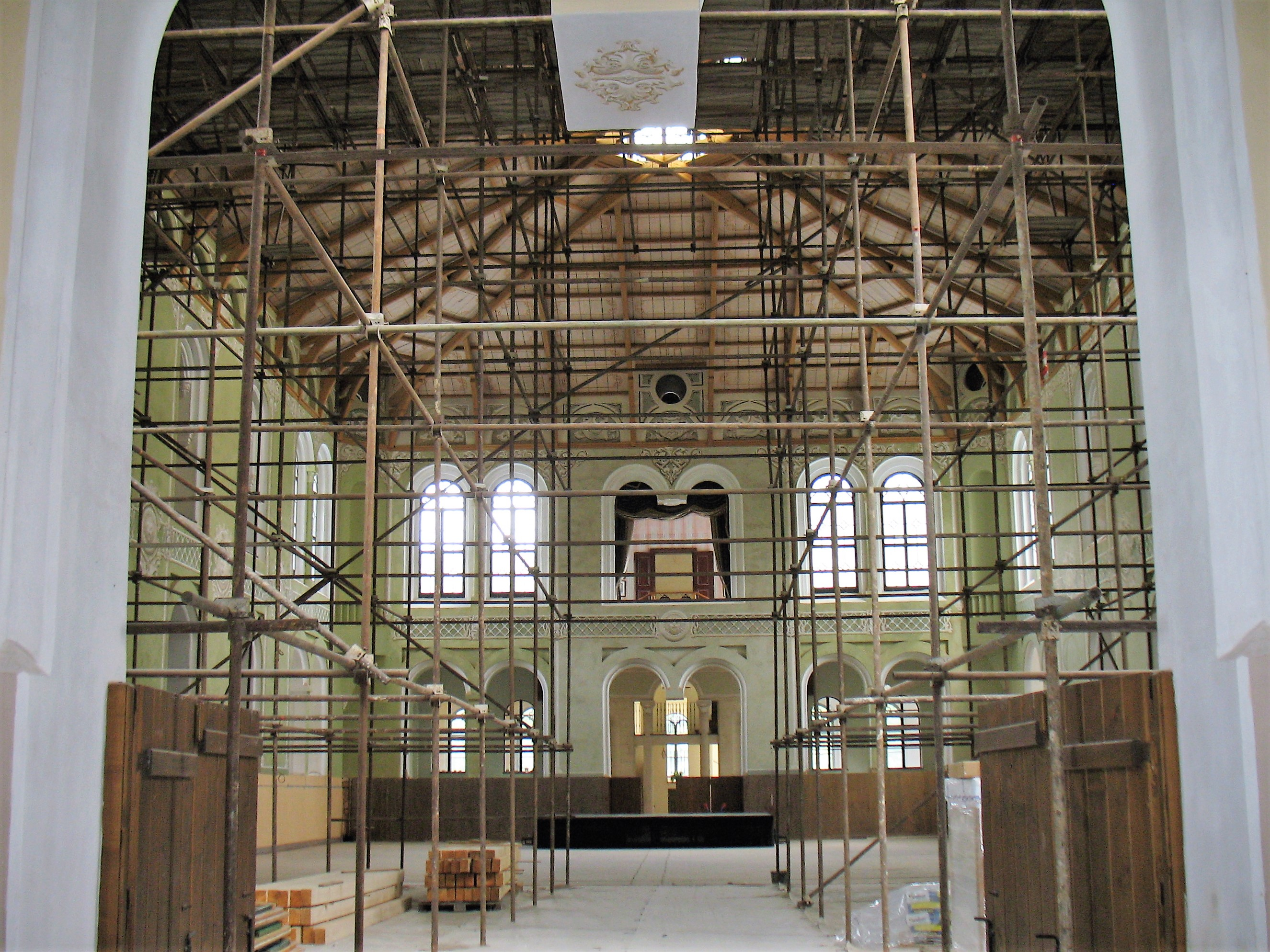
Rekonstrukce velké haly
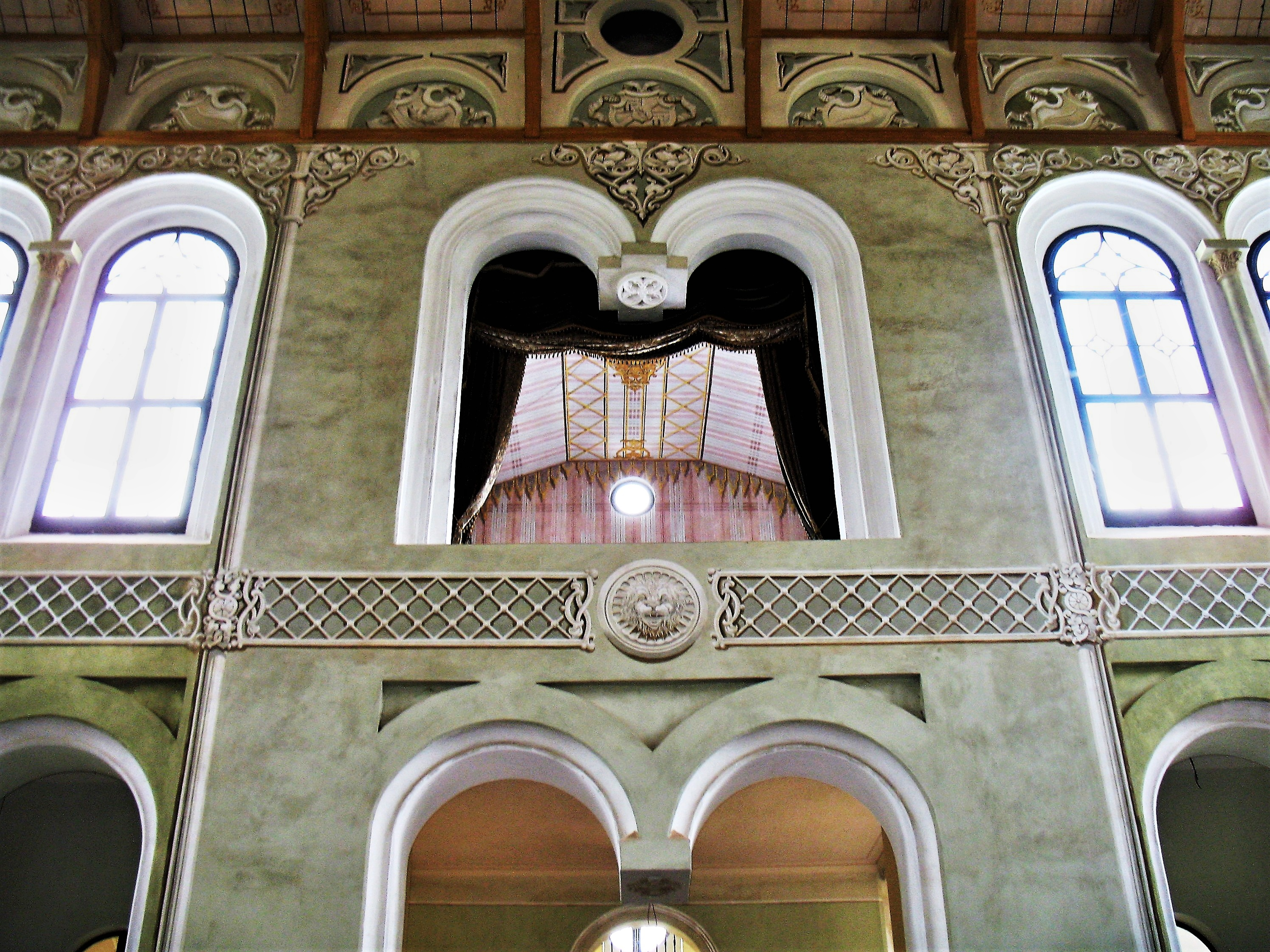
Knížecí lóže
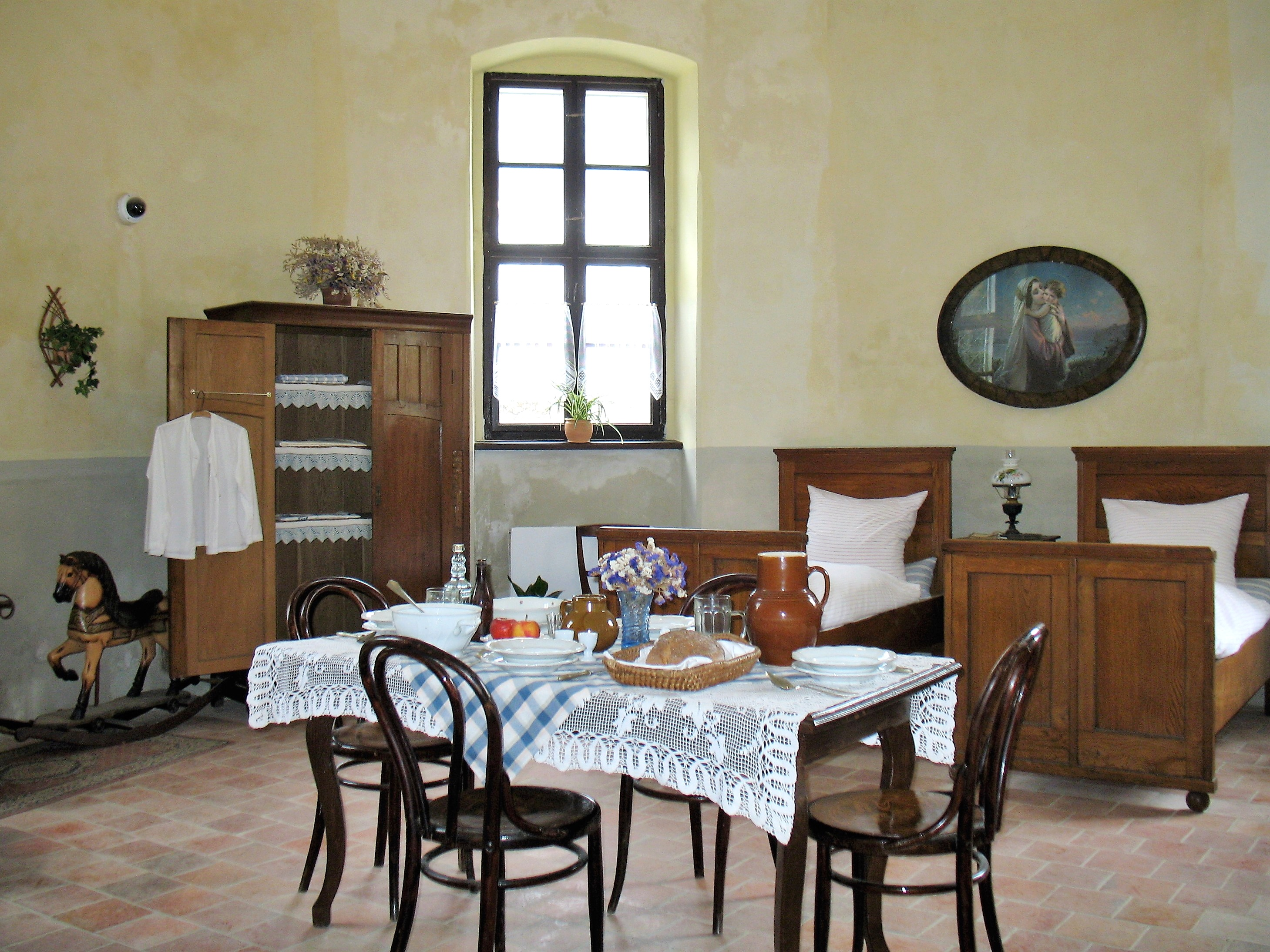
Obydlí kováře
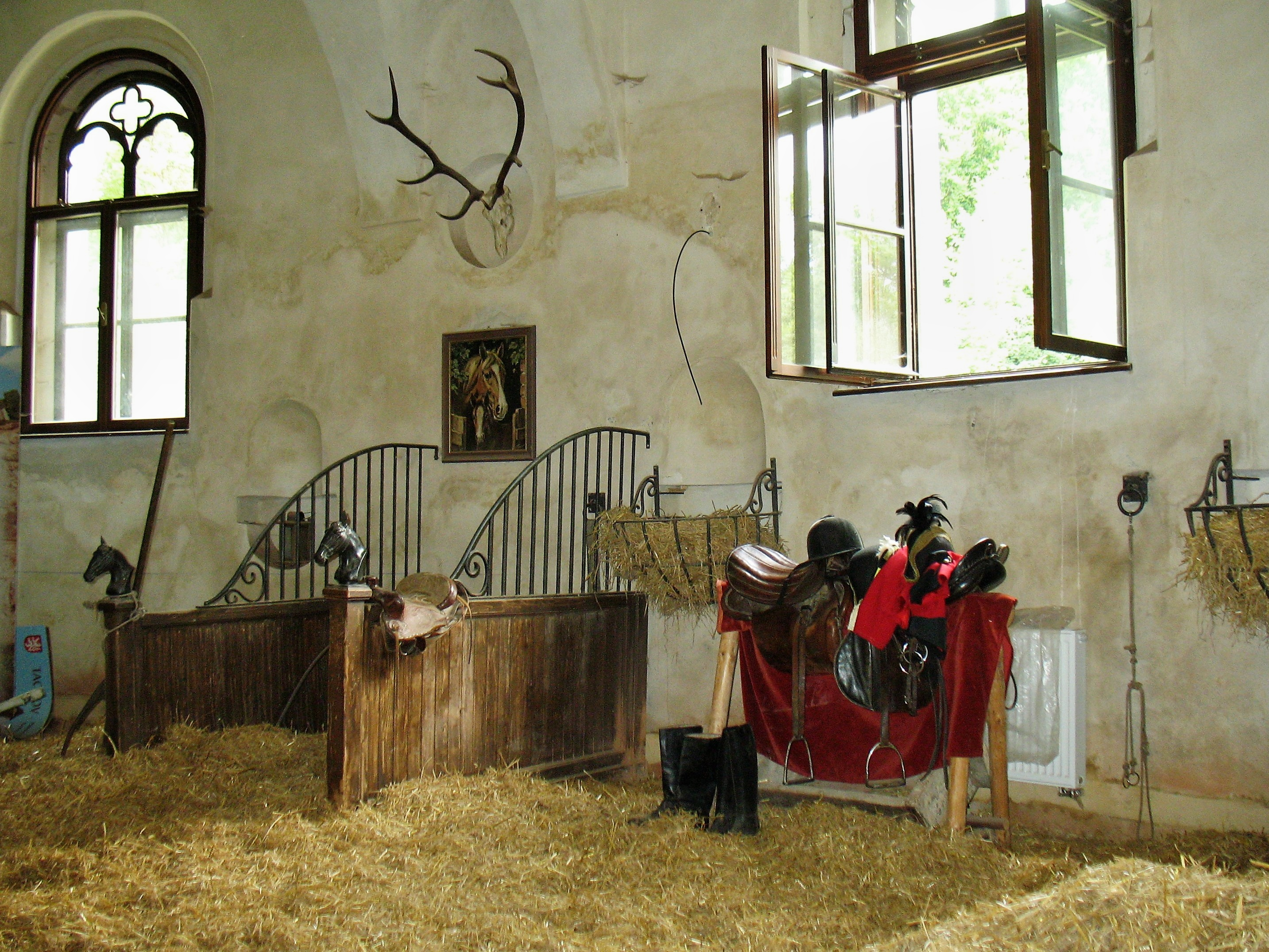
Rekonstruované stáje